# Boonea okamurai
Boonea okamurai is een slakkensoort uit de familie van de Pyramidellidae. De wetenschappelijke naam van de soort is voor het eerst geldig gepubliceerd in 1996 door Hori & Okutani.